# ベンジャミン・スミス・ライマン
ベンジャミン・スミス・ライマン（Benjamin Smith Lyman、1835年12月11日 - 1920年8月30日）は、アメリカ合衆国の地質学者。お雇い外国人として日本で最初の正式な地質学調査を実施、鉱山など日本の地下資源開発に極めて大きな貢献をした。日本名は来曼。

## 経歴
1835年にマサチューセッツ州のノーサンプトンで出生。父親は判事、母親は名家の娘。ハーバード大学を修了後、アメリカ鉄鉱協会の会長だった叔父の助手となり、鉱山調査に関わる。1859年にパリの鉱山学校、1861年にドイツのフライベルクにあるフライベルク鉱山学校（現在のフライベルク工科大学 (Technische Universität Bergakademie Freiberg)）に留学し、鉱山学を学んだ。
ペンシルベニア州、インドなどの石油調査を終えたのち、1872年（明治5年）北海道庁のトーマス・アンチセルの後任として、開拓使次官黒田清隆との3年間契約で開拓使雇となる。北海道開拓使の招待で来日、1876年（明治9年）まで北海道の地質調査に従事し、後に工部省の依頼で1876年から1879年の間、日本各地の石炭・石油・地質調査にあたった。1881年（明治14年）に帰国するまで山内徳三郎（山内堤雲の弟）、桑田知明（桑田立斎の子）をはじめ、稲垣徹之進、高橋譲三、賀田貞一、坂市太郎、島田純一、山際永吾、前田精明、西山正吾、安達仁蔵、前田方万など自身の日本人助手に地質学的思考力と実際の地質調査能力を教育し、日本の地質学に貢献した。
1876年（明治9年）5月に我が国初の統合地質図『北海道測量日本蝦夷地質要略之図』、1877年（明治10年）に『北海道地質総論』を作成、1878年（明治11年）には調査の主力を新潟県に集中しながら『北海道地質測量報文』を作成、1879年（明治12年）まで関東から関西、九州まで調査した。
帰国後はペンシルベニア州地質調査所次長に就任した。1895年に同所を退職し、1906年にフィリピンの鉱山調査に行く途上日本に立ち寄り、帰路に再訪日することを望んでいたが赤痢に悩まされ訪日できずに、ペンシルベニア州チェルトナムで1920年に死去。